# Autopista C-16
La autopista C-16, o Autopista de Monserrat/Autovía Eje del Llobregat, empieza en la Vía Augusta, y finaliza de momento (2007) en "Berga sur" entre Cal Rosal y "El Puig". Tiene una longitud por ahora de 97 km. Tiene 39 enlaces, de los cuales 20 son parciales y 19 son totales. El tramo Barcelona - Manresa (los primeros 56 km) es una autopista de peaje, y el tramo Manresa - Berga es un tramo de autovía en servicio (40 km) y cuya longitud cuando llegue a "El Puig" será de (46 km).
El tramo Berga - Túnel del Pimorent (de unos 54 km) está en estudio. 
El primer tramo fue inaugurado en el año 1989, entre Tarrasa y San Fructuoso de Bages, al noreste de Manresa. 2 años después, inauguraron los dos tramos para completar el trayecto como autopista de peaje hasta Sarriá en Barcelona. Desde la cuarta inauguración del año 1995 (tramo San Fructuoso de Bages - Sallent), empezaba a desdoblar hasta Berga que terminó a finales del año 2007 con la última inauguración en Puigreig con la apertura del Viaducto de Cal Prat, de unos 568 metros. En la inauguración del año 1995, era la primera inauguración como autovía libre de peaje.
Actualmente se encarga el proyecto de la prolongación de la autovía libre de peaje desde Berga hasta Bagá de unos 21 kilómetros de longitud. Ha salido a información pública del proyecto en diciembre de 2008, donde le anuncia las 4 fases que le dividen: el primer tramo de 6 kilómetros será autovía entre Berga y Serchs; el segundo tramo de 7,5 kilómetros será una carretera "2+1" entre Serchs y Malanyeu; el tercer tramo se desdoblará la carretera de unos 1,5 kilómetros a la altura del enlace de Malanyeu; y el cuarto tramo de 6 kilómetros será implantado el tercer carril con barrera móvil en la carretera entre Malanyeu y Bagá.
En la pandemia del año 2020 había suspendido las obras que tenía previsto en este mismo año para que concluiría las obras en el año 2022. En la última noticia, en agosto de 2020, según el Departamento de Territorio, está previsto que pronto se ponga a licitación el nuevo proyecto constructivo. Desde entonces, no hay más noticias de la relicitación de proyecto, por lo que queda pendiente.
El tramo de peaje está operado en concesión por Autema en colaboración con Cintra y Abertis. Esta concesión finalizaría en 2039 si no se renueva su explotación.
La C-16 es la única carretera autonómica de España que se corresponde con una ruta europea, en este caso la E09. Antes del cambio de denominación, el tramo de la C-16 que corresponde desde Rubí -Tarrasa hasta Manresa era conocido como  A-18 .

## Tramos
| Denominación | Tramo | km        | Año servicio / Estado (2025)                                |
| ------------ | --- | --------- | ----------------------------------------------------------- |
| C-16         | Sarriá (Barcelona) - Rubí | 12        | 1991                                                        |
| C-16         | Rubí - Tarrasa | 8,5       | 1991                                                        |
| C-16         | Tarrasa - San Fructuoso de Bages | 33,5      | 1989                                                        |
| C-16         | San Fructuoso de Bages - Sallent | 6         | 1995                                                        |
| C-16         | Sallent - Balsareny | 5,3       | 2003                                                        |
| C-16         | Balsareny - Navás | 8,1       | 2004                                                        |
| C-16         | Navás - Puigreig Sur | 4,7       | 2006                                                        |
| C-16         | Variante de Puigreig Subtramo: Puigreig Sur - Puigreig Norte Subtramo: Viaducto de Cal Prat                                                                           | 2 0,6     | 2006 2007                                                   |
| C-16         | Puigreig Norte - Gironella Sur | 4         | 2007                                                        |
| C-16         | Variante de Gironella | 3         | 2007                                                        |
| C-16         | Gironella Norte - Berga | 6,4       | 2006                                                        |
|              | Berga - Serchs | 6         | Proyecto suspendido (pendiente relicitación nuevo proyecto) |
|              | Serchs - Bagá Subtramo 2+1: Serchs - Malanyeu Subtramo: Malanyeu - Sant Climent de la Torre de Foix Subtramo (tercer carril): Sant Climent de la Torre de Foix - Bagá | 7,5 1,5 6 | Proyecto suspendido (pendiente relicitación nuevo proyecto) |
|              | Bagá - Boca Sur de Túnel del Cadí | 6,1       | Pendiente estudio informativo (pendiente DIA o proyecto)    |
| C-16         | Túnel del Cadí | 5         | 1984                                                        |
|              | Boca Norte de Túnel del Cadí - Baltarga N-260R | 5         | Pendiente estudio informativo (pendiente DIA o proyecto)    |

## Enlaces
| Número de salida      | Nombre de la salida                                                                     | Carretera que enlaza                    |
| --------------------- | --------------------------------------------------------------------------------------- | --------------------------------------- |
| Autopista             | Barcelona                                                                               |                                         |
| Retenciones           | Tramo con posibles retenciones en ambas direcciones                                     |                                         |
| 2                     | Ronda de Dalt de Barcelona                                                              | B-20                                    |
|                       | Túneles de Vallvidrera                                                                  |                                         |
|                       | Área de servicio de Túneles de Vallvidrera (Repsol)                                     |                                         |
|                       |                                                                                         |                                         |
|                       | Entrando en término municipal de San Cugat del Vallés                                   |                                         |
|                       |                                                                                         |                                         |
|                       | Peaje de Túneles de Vallvidrera                                                         | Área de servicio REPSOL. T.Vallvidrera. |
| 7                     | BV-1462 (La Floresta / Les Planes / Información Túneles de Vallvidrera)                 | BP-1462                                 |
|                       | Túnel de La Floresta                                                                    |                                         |
| 8                     | San Cugat (sud) / Valldoreix                                                            |                                         |
|                       | Túnel de Can Llobet                                                                     |                                         |
|                       | Túnel Valldoreix - Mira-sol                                                             |                                         |
| 10                    | San Cugat del Vallés / Mira-Sol / Hospital General de Cataluña                          |                                         |
|                       | Túnel de Can Rabella                                                                    |                                         |
| 11                    | BP-1503 (San Cugat / Rubí (sud))                                                        | BP-1503                                 |
| 13A                   | Autopista del Mediterráneo (Gerona/Sardañola del Vallés) / San Cugat del Vallés (norte) | AP-7                                    |
| 13B                   | Autopista del Mediterráneo: Lérida/Tarragona                                            | AP-7                                    |
| Restaurante · Benzina | Área de servicio de Sant Joan (Repsol)                                                  |                                         |
|                       |                                                                                         |                                         |
|                       | Entrando en término municipal de Rubí                                                   |                                         |
|                       |                                                                                         |                                         |
|                       | Túnel de Penjallops                                                                     |                                         |
| 16                    | Rubí / San Quirico de Tarrasa / Sabadell                                                | C-1413ª                                 |
|                       |                                                                                         |                                         |
|                       | Entrando en término de San Quirico de Tarrasa                                           |                                         |
|                       |                                                                                         |                                         |
|                       | Túnel de Sant Feliuet                                                                   |                                         |
|                       |                                                                                         |                                         |
|                       | Entrando en término municipal de Tarrasa                                                |                                         |
|                       |                                                                                         |                                         |
| 17                    | Tarrasa (sud) / Les Fonts                                                               | BP-1503                                 |
|                       | Peaje de Les Fonts (Tarrasa)                                                            |                                         |
| 19                    | Tarrasa (centre)                                                                        | BP-1503                                 |
| 21                    | Sabadell/Barcelona/Gerona/Sardañola del Vallés                                          | C-58                                    |
|                       | Conexión con la C-58                                                                    |                                         |
| 22                    | Tarrasa (Martorell/Sabadell/Sardañola del Vallés)                                       | C-243C N-150                            |
| 23A                   | Tarrasa Norte                                                                           |                                         |
| 23B                   | Olesa de Montserrat/Manresa                                                             | C-58 B-120                              |
| 26                    | Viladecavalls                                                                           | C-58                                    |
| 33                    | Vacarisas                                                                               | C-58                                    |
| Restaurante · Benzina | Área de servicio de Montserrat Petrocat.Km.35                                           |                                         |
|                       | Peaje de Manresa                                                                        |                                         |
| 41                    | Castellbell y Vilar - San Vicente de Castellet - Montserrat                             | C-55                                    |
| 48                    | Manresa sur/El Pont de Vilomara                                                         | BV-1225                                 |
| 50                    | Manresa /Viladordis                                                                     | C-55                                    |
| 54                    | San Fructuoso de Bages/Navarclés/Moyá/Tona/Vich                                         | N-141C                                  |
| 56                    | Manresa norte                                                                           | C-16C                                   |
|                       | Manresa norte, fin de peaje, continua autovía                                           | C-16 E-9                                |

### Tramo libre de peaje

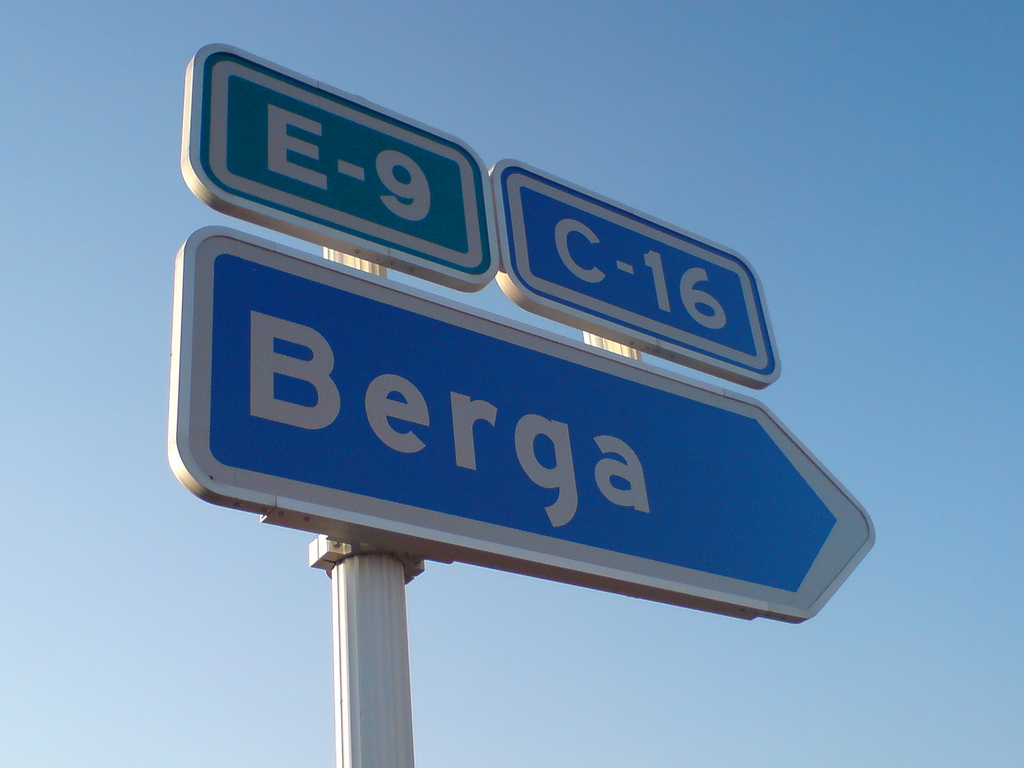
Señalización de la C-16

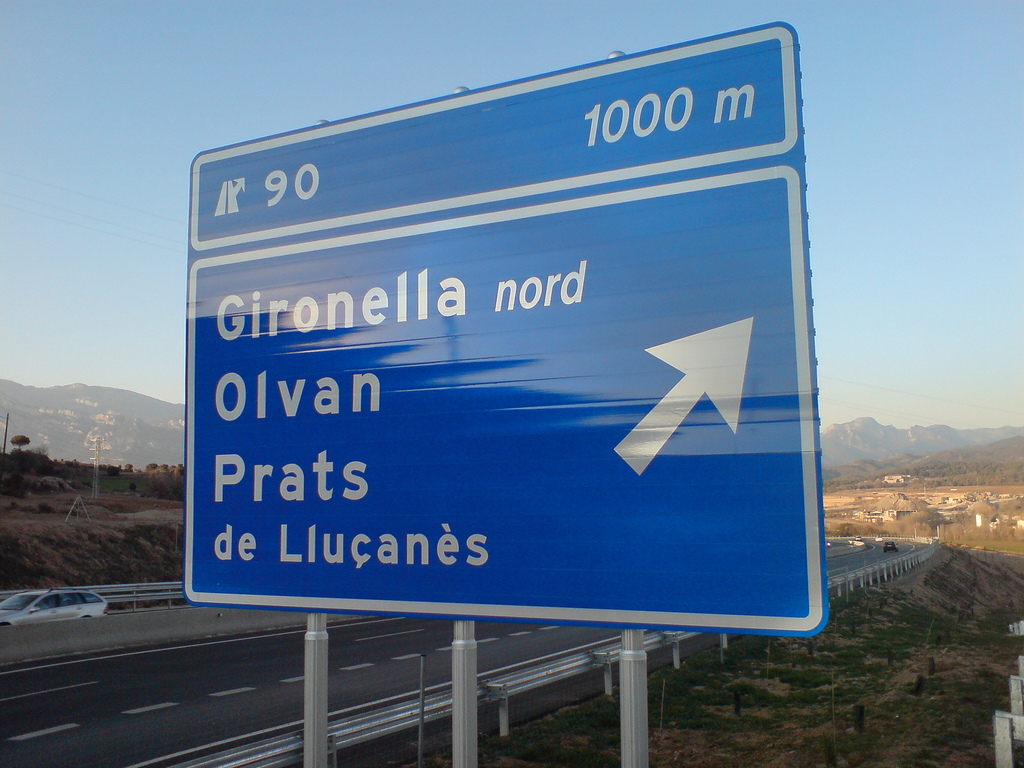
Salida 90 (Gironella/Olvan/Prats de Llusanés)

| Número de la salida | Nombre de la salida                     | Carretera que enlaza |
| ------------------- | --------------------------------------- | -------------------- |
| Autopista           | Manresa norte                           | C-16 E-9             |
| 57A                 | Gerona/Vich                             | C-25                 |
| 57B                 | Lérida/Cervera                          | C-25                 |
| 61                  | Cabrianes                               | B-430                |
| 63                  | Sallent sur                             | C-1411ª              |
| 64                  | Sallent norte                           |                      |
| 67                  | Balsareny sur/Avinyó                    | BP-4313 C-1411ª      |
| 70                  | Balsareny norte/Suria                   | BP-4313 C-1411ª      |
| 72                  | Navás sur                               | C-1411ª              |
| 73                  | Serrateix/Viver/Navás                   | BV-4235              |
| 75                  | L'Ametlla de Merola/Navás norte         | C-16ª                |
| 80                  | Can Vidal/Puigreig sur                  | C-1411ª              |
|                     | Puente de Cal Vidal (Río Llobregat)     |                      |
|                     | Puente de Cal Prat (Río Llobregat)      |                      |
| 83                  | Puigreig norte/Caserras                 | BV-4131 C-1411ª      |
|                     | falso túnel                             |                      |
|                     | Túnel de Caserras (Túnel del Guixaró)   |                      |
|                     | Puente de Viladomiu Nou                 |                      |
| 87                  | Gironella sur/Viladomiu Nou             | C-1411ª C-16ª        |
| 88                  | Gironella /Caserras                     | BV-4132              |
| 90                  | Gironella norte/Olvan/Prats de Llusanés | C-1411ª C-149        |
| 92                  | Cal Rosal/Aviá                          | C-16ª                |
|                     | Pont de Cal Rosal (Rio Llobregat)       |                      |
| 95                  | Solsona/Berga sur/Cal Rosal             | C-26 C-16ª           |
|                     | Berga sur, fin de autovía               | C-16 E-9             |

Desde finales de octubre de 2003 están listos varios nuevos tramos desdoblados de la autovía entre Sallent y Berga, con la última inauguración en Puigreig con la apertura del viaducto Cal Prat de unos 568 metros.
Sobre el desdoblamento de la autovía a partir de Berga y hasta el túnel del Cadí, se están estudiando varios proyectos. La orografía de la zona hace difícil definir un trazado aceptable. Hay una importante movilización de la gente del municipio de Serchs, que se opone a un posible trazado que pase por el margen oeste del río Llobregat. Este posible trazado dejaría a Serchs bloqueado entre la actual C-16 y la nueva carretera. Proponen un trazado que respeta la calidad de vida de la villa, y que pasaría por el otro lado del río.
Se espera que enlace con la  A66  en Puigcerdá para así conformar la Autopista Barcelona-Toulouse creando un itinerario alternativo España -Francia por el pirineo, El trayecto entre Barcelona y Toulouse por autopista se reducirá a 300 km y 3 horas de viaje.